# Torbiere di Danta
Torbiere di Danta este o arie protejată (arie specială de conservare — SAC, sit de importanță comunitară — SCI) din Italia întinsă pe o suprafață de 205 ha, integral pe uscat.

## Localizare
Centrul sitului Torbiere di Danta este situat la coordonatele 46°33′48″N 12°29′57″E / 46.563333°N 12.499167°E.

## Înființare
Situl Torbiere di Danta a fost declarat sit de importanță comunitară în decembrie 2003 pentru a proteja 18 specii de animale. Situl a fost protejat și ca arie specială de conservare în iulie 2018.

## Biodiversitate
Situată în ecoregiunea alpină, aria protejată conține 8 habitate naturale: Turbării active, Mlaștini alcaline, Formațiuni ierboase bogate în specii de Nardus, dezvoltate pe substraturi silicioase în zone montane (și în zone submontane, în Europa continentală), Mlaștini împădurite, Depresiuni pe substraturi de turbă de Rhynchosporion, Mlaștini turboase de tranziție și turbării mișcătoare, Păduri acidofile de Picea de la nivel montan la nivel alpin (Vaccinio-Piceetea), Pajiști cu Molinia pe soluri calcaroase, turboase sau argilos-nămoloase (Molinion caeruleae).
La baza desemnării sitului se află mai multe specii protejate:
- păsări (17): minunița (Aegolius funereus), acvilă de munte (Aquila chrysaetos), cocoșul de mesteacăn (Bonasa bonasia), buha (Bubo bubo), cojoaica de pădure (Certhia familiaris), ciocănitoare neagră (Dryocopus martius), ciuvică (Glaucidium passerinum), pițigoi moțat (Lophophanes cristatus), forfecuță gălbuie (Loxia curvirostra), Lyrurus tetrix tetrix, pițigoi de brădet (Periparus ater), viespar (Pernis apivorus), pițigoi de munte (Poecile montanus), brumăriță de pădure (Prunella modularis), Ptyonoprogne rupestris,  cocoș de munte (Tetrao urogallus), mierlă gulerată (Turdus torquatus)
- amfibieni (1): izvoraș-cu-burta-galbenă (Bombina variegata)

Pe lângă speciile protejate, pe teritoriul sitului au mai fost identificate 21 de specii de plante, 3 specii de amfibieni, 5 specii de mamifere, 4 specii de reptile.